# Nevin Yanit
Nevin Yanit (Mersin, Turquía, 16 de febrero de 1986) es una atleta turca, especialista en la prueba de 100 m vallas en la que llegó a ser campeona europea en 2010.

## Carrera deportiva
En el Campeonato Europeo de Atletismo de 2010 ganó la medalla de oro en los 100 m vallas, con un tiempo de 12.63 segundos que fue récord nacional turco, llegando a meta por delante de la irlandesa Derval O'Rourke y la alemana Carolin Nytra (bronce con 12.68 segundos).
Dos años después, en el Campeonato Europeo de Atletismo de 2012 volvió a ganar la medalla de oro en los 100 m vallas, con un tiempo de 12.81 segundos, llegando a meta por delante de la bielorrusa Alina Talai (plata).